# Hala de zid și fier
Hala de zid și fier este numele sub care a fost cunoscută construcția metalică realizată în 1873 după planurile inginerului Gustave Eiffel și care a adăpostit cea mai mare piață agro-alimentară a orașului Iași. Alături de aceasta a fost construită o altă hală mai mică cunoscută sub numele de Hala de pește. 

## Istoric
Pe locul în care se află actuala Hală centrală din Iași de pe strada Anastasie Panu exista la începutul secolului al XIX-lea Mănăstirea Sfânta Vineri, cu o biserică ctitorită prin 1594 de marele vornic al Țării de Jos, Nistor Ureche, tatăl cronicarului Grigore Ureche. Cutremurul din 1803 produce daune importante clădirilor mănăstirii, aceasta fiind abandonată și cimitirul alăturat lăsat în paragină. 
Câțiva ani mai târziu, pe la 1820, vistiernicul Petrache Surza înființa un bazar în preajma mănăstirii, piață care va fi numită „Medeanul de la Sfânta Vineri”. Inițial activitatea comercială se întindea pe mai toată Ulița Sfânta Vineri, între Mănăstire și Palatul Domnesc; ulterior piața se restrânge ocupând numai terenul fostului cimitir.

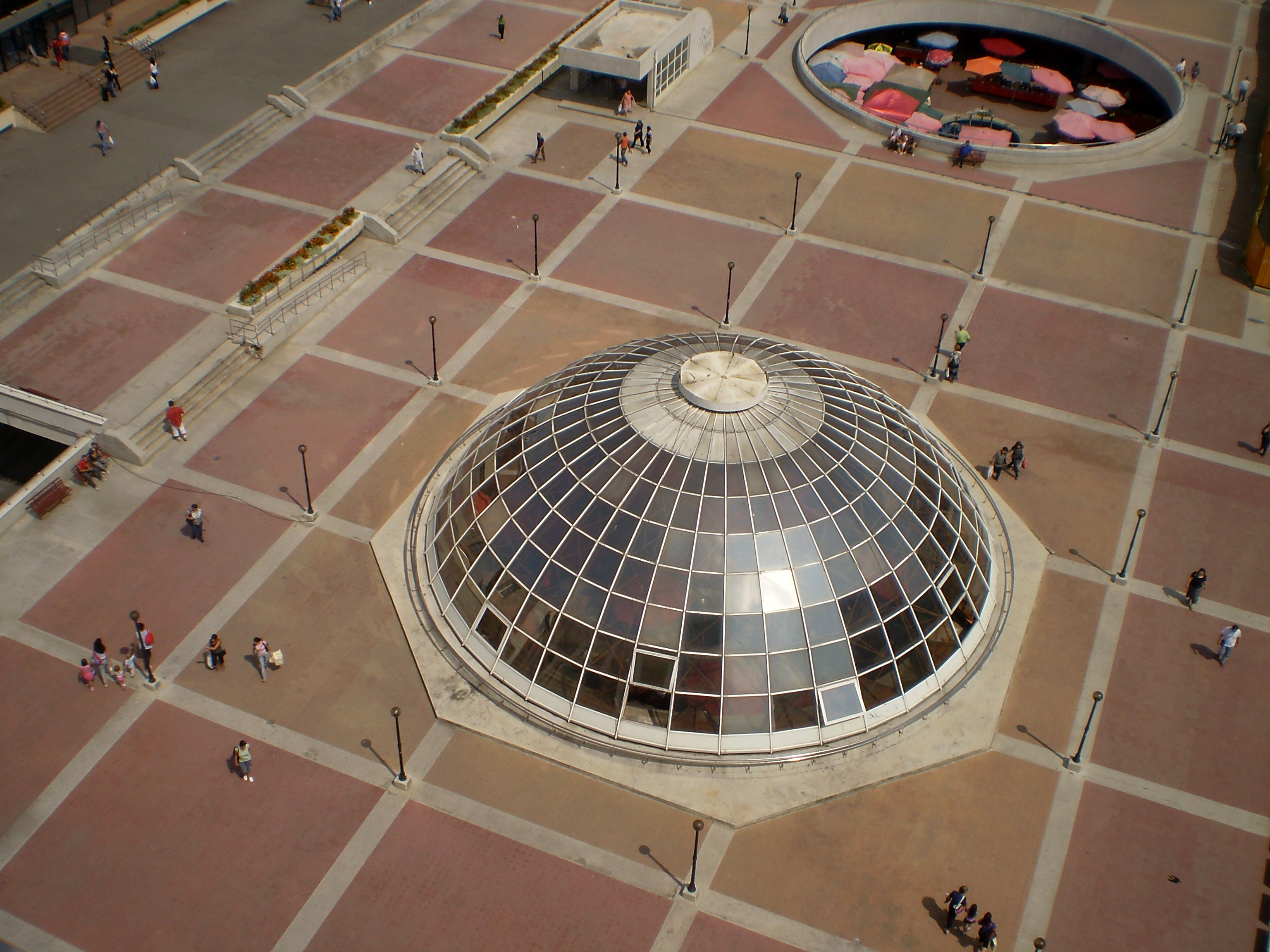
Esplanada din fața Halei Centrale unde s-a aflat anterior Hala de zid și fier.

Constantin Cristodulo-Cerchez, în timpul primului său mandat de primar al Iașului, a decis modernizarea vechii piețe Sfânta Vineri prin mărirea suprafeței și construirea de clădiri moderne care să permită conservarea și vânzarea alimentelor perisabile în condiții igienice. În 1871 sunt realizate exproprieri ale terenurilor din jur, inclusiv cimitirul mănăstirii, și planurile clădirilor sunt realizate de Gustave Eiffel. Elementele metalice ale structurii au fost realizate în Franța, costurile construcției, executată sub conducerea arhitectului Niciman, fiind suportate de guvern. Lucrările au fost finalizate în 1873, primar fiind Nicolae Gane, inaugararea festivă având loc pe 30 martie 1873.

### Descrierea construcției
Construcția, realizată pe o structură metalică și cu acoperiș de tablă, era destinată comercializării alimentelor perisabile (carne, brânzeturi, fructe ) având la subsol spații de depozitare și, ulterior, instalații frigorifice. Alături de hala mare a fost construită ulterior o alta mai mică, numită Hala de pește, realizată din fierăria rămasă la construcția Abatorului din Tătărași. În partea de vest a acestor construcții s-au amenajat spații deschise destinate comercializării cerealelor și legumelor și staționării carelor și căruțelor.
Acoperișul Halei mari s-a prăbușit parțial în anii ’60, într-o iarnă, ca urmare a zăpezii depuse în urma unor ninsori abundente, ulterior luându-se decizia ca întreaga structură să fie complet demolată. În prezent, pe locul ocupat de fosta Hală de zid și fier se află esplanada din fața Halei Centrale. Hala de pește a continuat să fie folosită până în 1988, când a fost demolată ca urmare a planului de sistematizare a zonei, pe locul ei construindu-se  clădirea Finanțelor Publice. 
Un fragment din structura metalică a Halei de zid și fier este expus în fața Facultății de Construcții din Iași.